# Adio
Adio Footwear fue una compañía estadounidense de material skateboard, especialmente zapatillas, donde fue una de las compañías punteras.

## Historia
Fue fundada en 1998 en Carlsbad, California, por el ex skater profesional Chris Miller, propietario también de Planet Earth Skateboards.
Adio patrocina a skaters profesionales del nivel de Tony Hawk, Andy Williams, Bam Margera, Kenny Anderson, Álex Montoya M. o Jeremy Wray. Todos ellos además de ser patrocinados por Adio son diseñadores de sus propios modelos de zapatillas Adio. En el mundo de la música, también ha patrocinado a bandas como blink-182, dónde Mark Hoppus en el vídeo "The Rock Show" aparece con una camiseta de Adio. Actualmente, Adio patrocina a bandas como Green Day, Bloodhound Gang y, especialmente, los finlandeses HIM (banda predilecta y amiga de Bam Margera y andy hawk), quienes prestan incluso el logotipo de la banda a modelos de zapatillas de Adio.
En 2006, la compañía crea Adio Limited Projects, una serie de material limitado creado por sus skaters en los que se incluyen zapatillas y todo tipo de ropa de calle urbana. La banda de metal alternativo CKY también diseña zapatillas Adio, ya que, curiosamente, uno de los hermanos de Bam Margera, Jess Margera, es el batería de esta banda.
En febrero del 2017 Adio es completamente absorbida por Cali Strong, una compañía de longboards dando el adiós definitivo.

## Equipo Adio

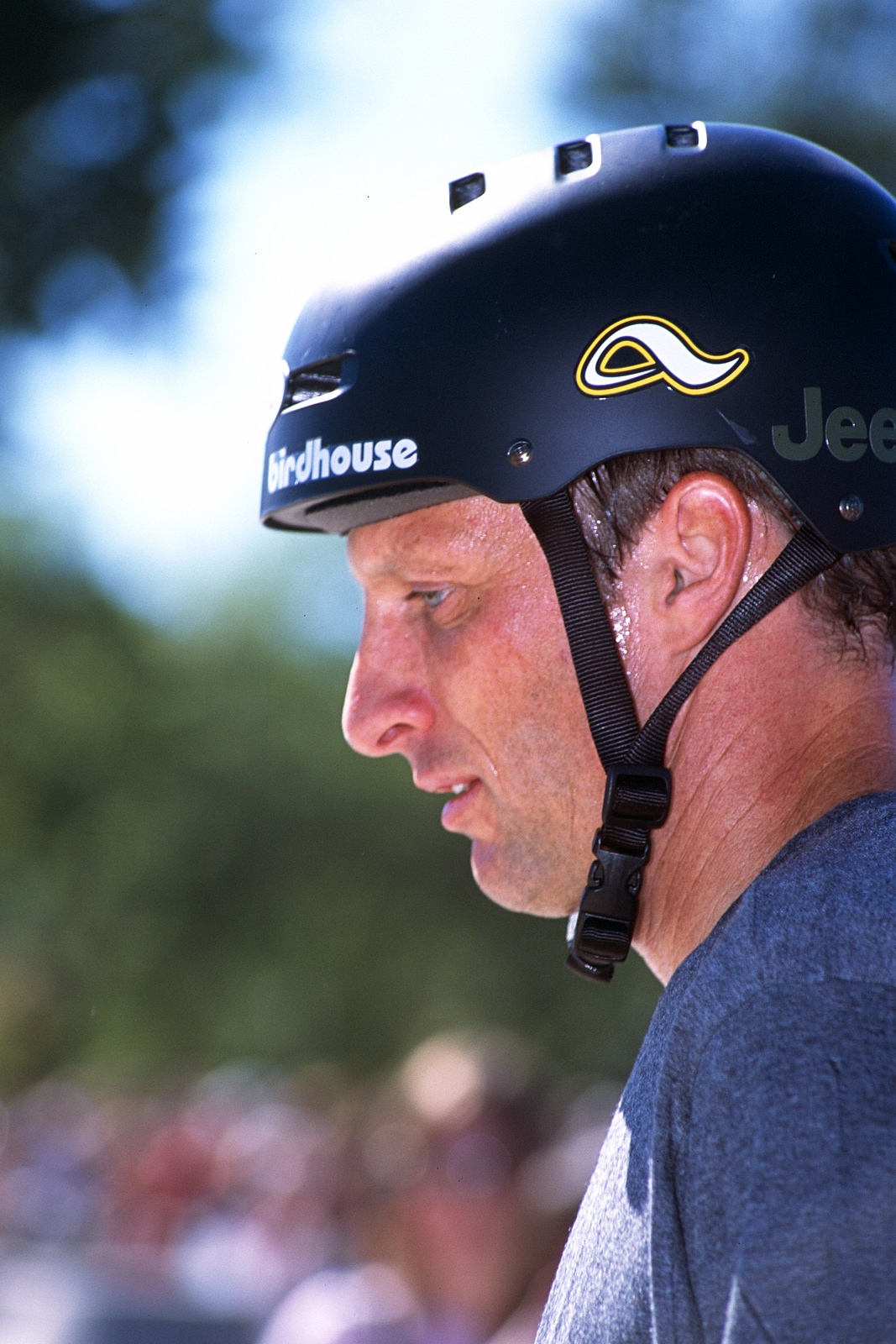
Tony Hawk, mostrando el logotipo de Adio en su casco.

- Skateboard: Tony Hawk, Brian Sumner, Kenny Anderson, Alex Montoya M, Ed Selego, Jeremy Wray, Shaun White, Bam Margera, Ernie Torres, Joey Brezinski, Steve Nesser y Chris Roberts.
- Surf: Taylor Knox, Tim Curran, Mike Losness, Nate Yeomans, Nathaniel Curran.
- Snowboard: Shaun White, Pat Moore, Eero Niemela.